# Gás natural
O gás natural é uma mistura de derivados de combustíveis fósseis, formado quando camadas de animais soterrados ficam submetidos a intenso calor e pressão ao longo de milhares de anos, ou da biomassa quando está em decomposição. A energia que as plantas naturalmente absorvem da luz do Sol é armazenado em forma de carbono, em gás natural. É uma mistura de hidrocarbonetos leves encontrada no subsolo, na qual o metano tem uma participação superior a 70% em volume. A composição do gás natural pode variar bastante dependendo de fatores relativos ao campo em que o gás é produzido, processo de produção, condicionamento, processamento e transporte. O gás natural é um combustível fóssil e uma fonte de energia não renovável.
O gás natural é encontrado em formações rochosas subterrâneas ou em reservatórios de hidrocarbonetos em camadas de carvão através de jazidas de petróleo, por acumulações em rochas porosas, isoladas do exterior por rochas impermeáveis, associadas ou não a depósitos petrolíferos. A maior parte do gás natural foi formado pelo tempo por dois mecanismos: os gases biogênicos e termogênicos. O gás biogênico é formado a partir de micro-organismos metanogênicos em pântanos ou aterros sanitários. O gás termogênico é formado a partir de material orgânico soterrado em grandes profundidades, com grande pressão atmosférica.
Antes do gás natural poder ser utilizado como combustível, ele deve passar por um tratamento para retirar impurezas, inclusive a água, para satisfazer as especificações de um gás natural comercializável. São retirados nesse processo de tratamento etano, hidrocarbonetos de peso molecular superior, dióxido de carbono, hélio e nitrogênio.

## Características

### Definição
Pela lei número 9.478/97 (Lei do Petróleo), o gás natural "é a porção do petróleo que existe na fase gasosa ou em solução no óleo, nas condições originais de reservatório, e que permanece no estado gasoso em CNTP (condições normais de temperatura e pressão).
O gás natural é informalmente referido como gás, principalmente quando comparado com outras fontes de energia, tais como petróleo ou carvão. Porém, não deve ser confundida com gasolina, que em algumas partes do planeta, como os Estados Unidos, o termo é abreviado para "gas".

### Composição
A composição do gás natural pode variar muito, dependendo de fatores relativos ao reservatório, processo de produção, condicionamento, processamento e transporte. De uma maneira geral, o gás natural apresenta teor de metano superiores a 70% de sua composição, densidade menor que 1 e poder calorífico superior entre 8.000 e 10.000 kcal/m³, dependendo dos teores de pesados (etano e propano principalmente) e inertes (nitrogênio e gás carbônico).
No Brasil a especificação do gás natural para comercialização e transporte está estabelecida pela Resolução Nº 16 de 17 de junho de 2008 da Agência Nacional do Petróleo (ANP).
Nas regiões Centro-Oeste, Sudeste e Sul do Brasil, o gás natural comercializado deve estar de acordo com as seguintes especificações:
- Poder Calorifico Superior → 35.000 a 43.000 kJ/m³
- Índice de Wobbe → 46.500 a 53.500 kJ/m³
- Número de metano, mínimo → 65
- Metano, mínimo → 85,0 % mol.
- Etano, máximo → 12,0 % mol.
- Propano, máximo → 6,0 % mol.
- C4+, máximo →4,0 % mol.
- Oxigênio, máximo → 0,5 % mol.
- Inertes (N2 + CO2), máximo → 6,0 % mol.
- CO2, máximo → 3,0 % mol.
- Enxofre Total, máximo → 70 mg/m³
- H2S, máximo → 10 mg/m³
- Ponto de orvalho de água, máximo → -45 °C @ 1 atm
- Ponto de orvalho de hidrocarbonetos, máximo → 0 °C @ 4,5 MPa

A unidade básica de medida para o gás natural é o metro cúbico por dia (m3/dia). A energia produzida pela combustão do gás é usualmente medida em quilocaloria (kcal). Ou em – MMBTU - milhões de British Thermal Unit.

### Riqueza
Conjunto de componentes do gás natural mais pesados que o propano (Fração C3+). Se o teor de pesados for superior a 8,0% o gás é considerado rico, se for menor que 6,0% o gás é considerado pobre, se o teor estiver entre 6,0 e 8,0% o gás é considerado de riqueza mediana.

## História
O gás natural é conhecido pela humanidade desde os tempos da Antiguidade. Em lugares onde o gás mineral era expelido naturalmente para a superfície, povos da antiguidade como persas, babilônicos e gregos construíam templos onde mantinham aceso o "fogo eterno".
Um dos primeiros registros históricos de uso econômico ou socialmente aproveitável do gás natural, aparece na China, nos séculos XVIII e XIX. Os chineses utilizaram locais de escape de gás natural mineral para construir alto-fornos destinados à cerâmica e metalurgia de forma ainda rudimentar.
No século XIX, o gás natural foi normalmente obtido como subproduto da produção do petróleo. Nessa época, o gás natural não era muito utilizado, e toda sua produção indesejada se tornava um grande problema de descarte para as usinas de petróleo.
O gás natural passou a ser utilizado em maior escala na Europa no final do século XIX, com a invenção do queimador Bunsen, em 1885, que misturava ar com gás natural e com a construção de um gasoduto à prova de vazamentos, em 1890.
Porém as técnicas de construção de gasodutos eram incipientes, não havendo transporte de grandes volumes a longas distâncias, consequentemente, era pequena a participação do gás em relação ao óleo e ao carvão. Entre 1927 e 1931, já existiam mais de 10 linhas de transmissão de porte nos Estados Unidos, mas sem alcance interestadual, no final de 1930 os avanços da tecnologia já viabilizavam o transporte do gás para longos percursos. A primeira edição da norma americana para sistemas de transporte e distribuição de gás (ANSI/ASMEFDP B31.8) data de 1935.
O grande crescimento das construções pós-guerra, durou até 1960, foi responsável pela instalação de milhares de quilômetros de gasodutos, dados os avanços em metalurgia, técnicas de soldagem e construção de tubos. Desde então, o gás natural passou a ser utilizado em grande escala por vários países, dentre os quais podemos destacar os Estados Unidos, Canadá, Japão além da grande maioria dos países Europeus, isso se deve principalmente as inúmeras vantagens econômicas e ambientais que o gás natural apresenta.

## O gás natural no Brasil
A utilização do gás natural no Brasil começou modestamente por volta de 1940, com as descobertas de óleo e gás na Bahia, atendendo a indústrias localizadas no Recôncavo Baiano. Após alguns anos, as bacias do Recôncavo, Sergipe e Alagoas destinavam quase em sua totalidade para a fabricação de insumos industriais e combustíveis para a RLAM e o Polo Petroquímico de Camaçari.
Com a descoberta da Bacia de Campos as reservas provadas praticamente quadruplicaram no período 1970-hoje (com a crise de 1970 no Oriente Médio e a descoberta da Bacia de Campos em seguida da camada pré-sal). O desenvolvimento da bacia proporcionou um aumento no uso da matéria-prima, elevando em 2,7% sua participação na matriz energética nacional.
Em 1948 foram iniciados os primeiros levantamentos sísmicos na Amazônia, com o objetivo de encontrar especificamente gás natural e petróleo. Essas pesquisas foram acompanhadas de perto pelo então Conselho Nacional de Petróleo (CNP), fundado em 1938. A primeira descoberta significativa de óleo e gás na região foi no Rio Juruá, próximo a Carauari-AM, em 1978. Só nos anos 80 foi concretizado o sonho perseguido em sete décadas de pesquisas. Em outubro de 1986, a Petrobras descobriu petróleo em quantidades comerciais na área do rio Urucu, Bacia do Solimões, município de Coari-AM. A descoberta provocou um crescimento das atividades da empresa na Amazônia e abriu novas perspectivas para a exploração e produção de petróleo em toda a região.
O gasoduto Urucu-Coari-Manaus iniciou as operações em 2009 e tem capacidade de transportar 5,5 milhões de metros cúbicos/dia. Liga as unidades de produção localizadas no Pólo Arara, em Urucu, até a cidade de Manaus. A extensão deste caminho é de 663,2 km (trecho Urucu - Manaus), além de um total de 139,3 km em nove ramais para Coari.
Com a entrada em operação do Gasoduto Brasil-Bolívia em 1999, com capacidade de transportar 30 milhões de metros cúbicos de gás por dia (equivalente a metade do atual consumo brasileiro), houve um aumento expressivo na oferta nacional de gás natural. Este aumento foi ainda mais acelerado depois do apagão elétrico vivido pelo Brasil em 2001 e 2002, quando o governo optou por reduzir a participação das hidrelétricas na matriz energética brasileira e aumentar a participação das termoelétricas movidas a gás natural.
Nos primeiros anos de operação do gasoduto, a elevada oferta do produto e os baixos preços praticados, favoreceram uma explosão no consumo tendo o gás superado a faixa de 10% de participação na matriz energética nacional.
Nos últimos anos, com as descobertas nas bacias de Santos e do Espírito Santo as reservas brasileiras de gás natural tiveram um aumento significativo. Existe a perspectiva de que as novas reservas sejam ainda maiores e a região subsal ou "pré-sal" tenha reservas ainda maiores.
Apesar disso, o baixo preço do produto e a dependência do gás importado são apontados como um dos inibidores de novos investimentos. A insegurança provocada pelo rápido crescimento da demanda e interrupções intermitentes no fornecimento boliviano após o processo de produção do gás na Bolívia levaram a Petrobras a investir mais na produção nacional e na construção de infraestrutura de portos para a importação de GNL (Gás Natural Liquefeito). Principalmente depois dos cortes ocorridos durante uma das crises resultantes da longa disputa entre o Governo Evo Morales e os dirigentes da província de Santa Cruz, obrigaram a Petrobras a reduzir o fornecimento do produto para as distribuidoras de gás do Rio de Janeiro e São Paulo no mês de novembro de 2006.
Assim, apesar do preço relativamente menor do metro cúbico de gás importado da Bolívia, a necessidade de diminuir a insegurança energética do Brasil levou a Petrobras a decidir por uma alternativa mais cara porém mais segura: a construção de terminais de importação de GNL no Rio de Janeiro e em Pecém, no Ceará Ambos os terminais já começaram a funcionar e permitem ao Brasil, importar de qualquer país praticamente o mesmo volume de gás que hoje o país importa da Bolívia.
Para ampliar ainda mais a segurança energética do Brasil, a Petrobras pretende, simultaneamente, ampliar a capacidade de importação de gás construindo novos terminais de GNL no sul e sudeste do país até 2012, e ampliar a produção nacional de gás natural nas reservas da Bacia de Santos.
Recentemente, o Brasil e o mundo investiu em carros movidos á gás natural. Até o final de 2012, havia 17.250 milhões de veículos destes em todo o mundo, liderados pelo Irã (3,3 milhões), Paquistão (3,1 milhões), Argentina (2,18 milhões), Brasil (1,73 milhões), Índia (1,5 milhões) e China (1,5 milhões).

## Regulamentação
Ao contrário do que ocorre com a maioria dos combustíveis fósseis, facilmente armazenáveis, a decisão de investimento em gás natural depende da negociação prévia de contratos de fornecimento de longo prazo, do produtor ao consumidor. Essas características técnico-econômicas configuram num modo de organização no qual o suprimento do serviço depende, previamente, da implantação de redes de transporte e de distribuição, bem como na implantação de um sistema de coordenação dos fluxos, visando o ajuste da oferta e da demanda, sem colocar em risco a confiabilidade do sistema.
Devido às fortes barreiras à entrada de novos concorrentes, o modelo tradicional que predominou do pós-guerra até o início dos anos 1980, mesmo com variantes de um país a outro em função de contextos jurídicos e institucionais, é estruturado por três atributos principais: integração vertical, monopólios públicos de fornecimento e forma de comercialização baseada em contratos bilaterais de longo prazo. Para a indústria de gás natural, esse modelo permitiu, na Europa e nos Estados Unidos, uma forte expansão da produção e de gás e o incremento significativo da participação do gás no balanço energético destes países.
No Brasil, até 1997, predominou o modelo de monopólio estatal da Petrobras na produção e no transporte de gás natural, ficando as distribuidoras estaduais a cargo da distribuição e venda de gás aos consumidores residenciais e industriais. Também existiam casos em que a Petrobras fornecia gás diretamente a alguns grandes consumidores.
Após 1997, com a nova Lei do Petróleo, a Petrobras perdeu o monopólio sobre o setor. Para se adequar à "lei do livre acesso", a Petrobras se viu obrigada a criar uma empresa para operar seus gasodutos - A Transpetro. Até 3 de março de 2009, o setor carecia de uma legislação específica.
Com a publicação da Lei n. 11.909, de 4 de março de 2009, foram criadas normas para "exploração das atividades econômicas de transporte de gás natural por meio de condutos e da importação e exportação de gás natural" (art. 1º).

## Atores da Cadeia de Gás Natural
- Produtor: Pessoa Jurídica que possui a concessão do Estado para explorar e produzir gás natural em determinados blocos.
- Carregador: Pessoa jurídica que detém o controle do gás natural, contrata o transportador para o serviço de transporte e negocia a venda deste junto as companhias distribuidoras.
- Transportador: Pessoa jurídica autorizada pela ANP a operar as instalações de transporte.
- Processador: Pessoa jurídica autorizada pela ANP a processar o gás natural.
- Distribuidor: Pessoa jurídica que tem a concessão do estado para comercializar o gás natural junto aos consumidores finais (No Brasil a distribuição é monopólio dos governos estaduais)
- Regulador: Figura do Estado representada pela Agência Nacional do Petróleo, Gás Natural e Biocombustíveis - ANP e pelas Agências Reguladoras Estaduais.

## Exploração
A exploração é a etapa inicial dentro da cadeia de gás natural, consistindo em duas fases. A primeira fase é a pesquisa onde, através de testes sísmicos, verifica-se a existência em bacias sedimentares de rochas reservatórias (estruturas propícias ao acúmulo de petróleo e gás natural). Caso o resultado das pesquisas seja positivo, inicia-se a segunda fase, e é perfurado um poço pioneiro e poços de delimitação para comprovação da existência de gás natural ou petróleo em nível comercial e mapeamento do reservatório, que será encaminhado para a produção.
Os reservatórios de gás natural são constituídos de rochas porosas capazes de reter petróleo e gás. Em função do teor de petróleo bruto e de gás livre, classifica-se o gás, quanto ao seu estado de origem, em gás associado e gás não associado.
- Gás associado: é aquele que, no reservatório, está dissolvido no óleo ou sob a forma de capa de gás. Neste caso, a produção de gás é determinada basicamente pela produção de óleo.[15] Boa parte do gás é utilizada pelo próprio sistema de produção, podendo ser usada em processos conhecidos como reinjeção e gás lift, com a finalidade de aumentar a recuperação de petróleo do reservatório, ou mesmo consumida para geração de energia para a própria unidade de produção, que normalmente fica em locais isolados. Ex: Campo de Urucu no Estado do Amazonas.
- Gás não associado: é aquele que, no reservatório, está livre ou em presença de quantidades muito pequenas de óleo. Nesse caso só se justifica comercialmente produzir o gás. Exemplo: campo de San Alberto Bolívia.[15]

## Produção

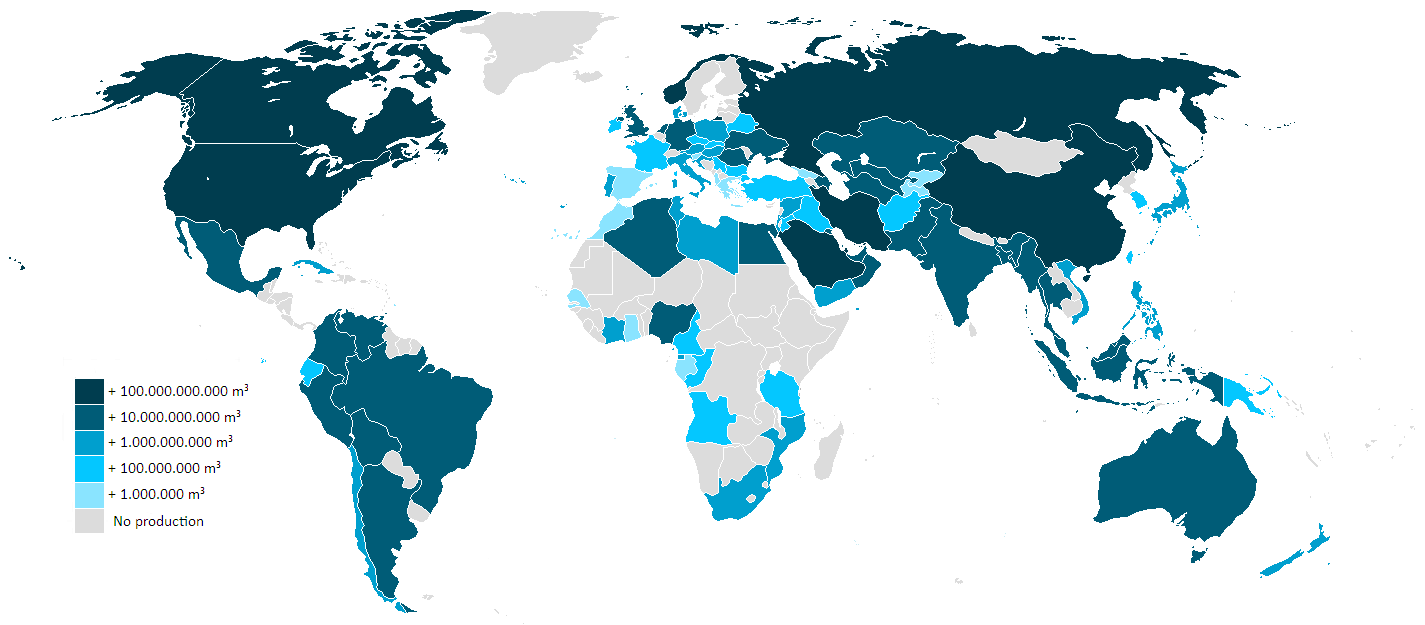
Extração de gás natural pelos países (em metros cúbicos por ano).

Com base nos mapas do reservatório, é definida a curva de produção e a infraestrutura necessárias para a extração, como boa parte do gás é utilizada pela própria unidade de produção é verificada a viabilidade de se comercializar o excedente de gás, caso a comercialização do gás não seja viável, normalmente pelo elevado custo na implantação de infraestrutura de transporte de gás, o excedente é queimado.
Nos anos 1990 foi desenvolvido o fracking (fraturamento hidráulico) método que utiliza uma mistura de água, areia e produtos químicos injetada no solo para extrair gás de xisto dos poros das rochas. Este processo é economicamente vantajoso mas, encontra resistências, uma vez que seu uso pode causar danos ao meio ambiente. Um aperfeiçoamento deste método, o denominado "re-fracking", surge como alternativa ambientalmente segura para a exploração deste gás e de outros combustíveis fósseis.
| 1.  | Estados Unidos         | 766,2 |
| 2.  | Rússia                 | 598,6 |
| 3.  | Irão                   | 184,8 |
| 4.  | Catar                  | 164,0 |
| 5.  | Canadá                 | 149,9 |
| 6.  | China                  | 138,4 |
| 7.  | Noruega                | 117,2 |
| 8.  | Arábia Saudita         | 102,3 |
| 9.  | Indonésia              | 86,9  |
| 10. | Turquemenistão         | 83,7  |
| 11. | Argélia                | 83,0  |
| 12. | Austrália              | 67,2  |
| 13. | Malásia                | 63,4  |
| 14. | Emirados Árabes Unidos | 60,1  |
| 15. | Uzbequistão            | 55,7  |
| 32. | Brasil                 | 20,4  |

Fonte: IEA.

## Condicionamento

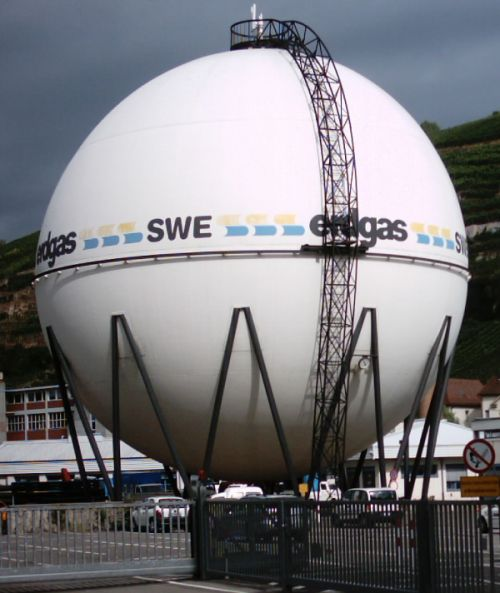
Um reservatório de gás natural

É o conjunto de processos físicos ou químicos aos quais o gás natural é submetido, de modo a remover ou reduzir os teores de contaminantes para atender as especificações legais do mercado, condições de transporte, segurança, e processamento posterior.
O gás natural pode ser armazenado na forma líquida à pressão atmosférica. Para tanto os tanques devem ser dotados de bom isolamento térmico e mantidos à temperatura inferior ao ponto de condensação do gás natural. Neste caso, o gás natural é chamado de gás natural liquefeito ou GNL.

## Processamento
- Refrigeração simples;
- Absorção refrigerada;
- Turboexpansão;
- Expansão Joule-Thompson (JT).

## Transporte

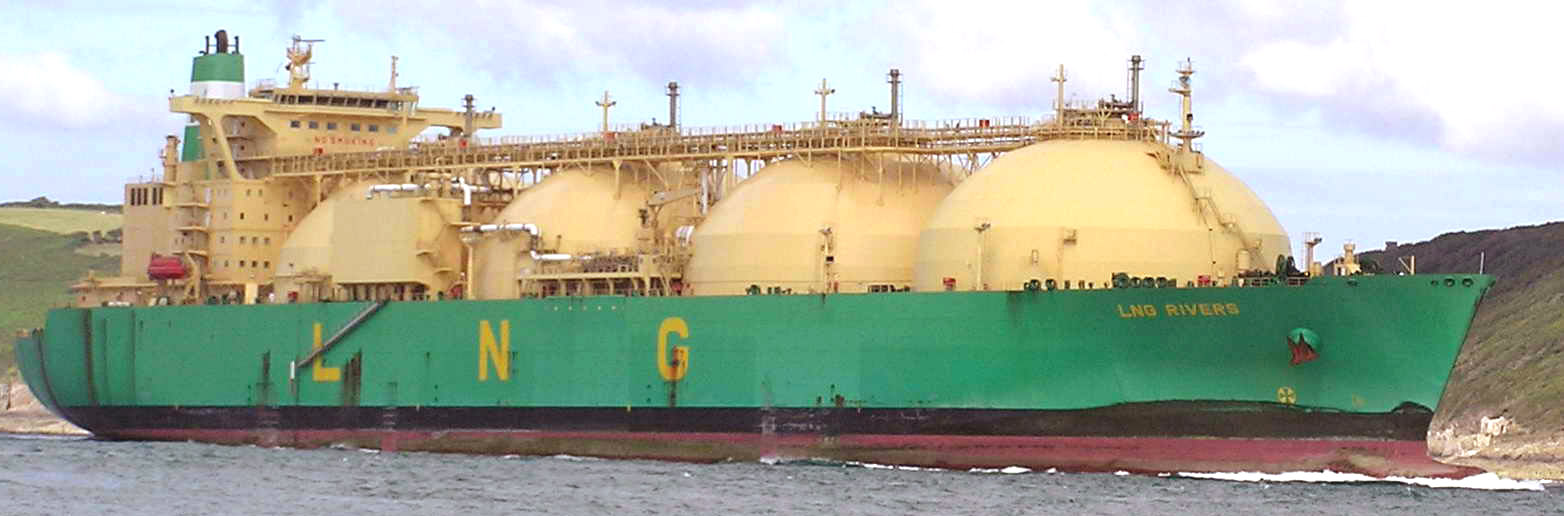
Navio gaseiro.

- Gás Natural Comprimido (GNC);
- Gasodutos;
- Gás Natural Liquefeito.

## Comercialização

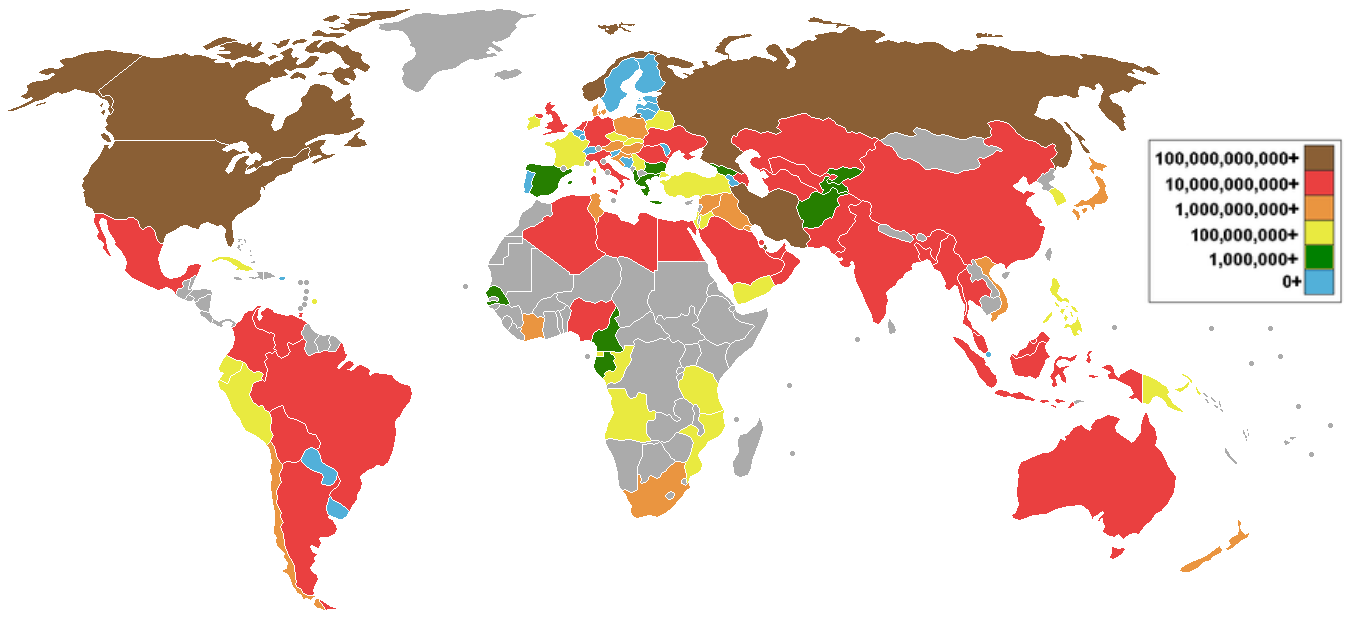
Produção de gás natural por países (países em marrom e vermelho são os maiores produtores mundiais)

1. Gazprom (Rússia): 179,7 bilhões de euros
2. EDF (França): 135,2 bilhões de euros
3. EON (Alemanha): 85 bilhões de euros
4. Suez GDF (França): aproximadamente 71 bilhões, contando o polo ambiental, calculado pelos analistas em 20 bilhões de euros
5. Iberdrola (Espanha): 51,3 bilhões (após a compra da Scottish Power)
6. Enel (Itália): 47,1 bilhões (prestes a comprar Endesa com Acciona)
7. RWE (Alemanha): 46,0 bilhões de euros
8. Endesa (Espanha): 42,2 bilhões de euros
9. BG Group (antiga British Gas): 39,5 bilhões
10. Exelon (Estados Unidos): 34,6 bilhões de euros

## Distribuição
A distribuição é a ultima etapa, quando o gás chega ao consumidor, que pode ser residencial, comercial, industrial (como matéria-prima, combustível e redutor siderúrgico) ou automotivo. Nesta fase, o gás já deve estar atendendo a padrões rígidos de especificação e praticamente isento de contaminantes, para não causar problemas aos equipamentos onde será utilizado como combustível ou matéria-prima. Quando necessário, deverá também estar odorizado, para ser detectado facilmente em caso de vazamentos.

## Utilização
O gás natural é utilizado diretamente como combustível, tanto em indústrias, casas e automóveis. É considerado uma fonte de energia mais limpa que os derivados do petróleo e o carvão. Alguns dos gases de sua composição são eliminados porque não possuem capacidade energética (nitrogênio ou CO2) ou porque podem deixar resíduos nos condutores devido ao seu alto peso molecular em comparação ao metano (butano e mais pesados).
- Combustível: a sua combustão é mais limpa e dá uma vida mais longa aos equipamentos que utilizam o gás e menor custo de manutenção.
- Automotivo: utilizado para motores de ônibus, automóveis e caminhões substituindo a gasolina e o álcool, pode ser até 70% mais barato que outros combustíveis e é menos poluente.
- Industrial: utilizado em indústrias para a produção de metanol, amônia e ureia. O etileno pode ser produzido pela desidrogenação do etano, que é a matéria-prima do epóxido de etileno, etilenoglicol, acetaldeído[19], ácido acético e polietileno. O propileno pode ser obtido por desidrogenação do propano[20] que é o material básico do polipropileno ou pode ser posteriormente oxidado em monômeros importantes, como ácido acrílico[21][22] ou acrilonitrila.

As desvantagens do gás natural em relação ao butano são: mais difícil de ser transportado, devido ao fato de ocupar maior volume, mesmo pressurizado, também é mais difícil de ser liquidificado, requerendo temperaturas da ordem de -160 °C.
Algumas jazidas de gás natural podem conter mercúrio associado. Trata-se de um metal altamente tóxico e deve ser removido no tratamento do gás natural. O mercúrio é proveniente de grandes profundidades no interior da terra e ascende junto com os hidrocarbonetos, formando complexos organo-metálicos.
Atualmente estão sendo investigadas as jazidas de hidratos de metano, que se estima haver reservas energéticas muito superiores às atuais de gás natural.[carece de fontes?]